# William Reais
William Reais (* 4. Mai 1999 in Chur) ist ein Schweizer Sprinter, der sich auf den 200-Meter-Lauf spezialisiert hat.

## Sportliche Laufbahn
Erste internationale Erfahrungen sammelte William Reais im Jahr 2018, als er bei den U20-Weltmeisterschaften in Tampere im 200-Meter-Lauf mit 21,51 s im Halbfinal ausschied und mit der Schweizer 4-mal-400-Meter-Staffel mit 3:09,48 min den Finaleinzug verpasste. Im Jahr darauf schied er bei den U23-Europameisterschaften im schwedischen Gävle mit 21,47 s ebenfalls im Halbfinal aus, und 2021 schied er bei den Halleneuropameisterschaften in Toruń im 60-Meter-Lauf mit 6,74 s in der ersten Runde aus. Kurz zuvor stellte er in Magglingen mit 20,97 s einen neuen Hallenrekord über 200 Meter auf und verbesserte damit die Bestmarke von Kevin Widmer aus dem Jahr 1998 um zwei Hundertstelsekunden. Im Juli siegte er in 20,47 s über 200 m bei den U23-Europameisterschaften in Tallinn und nahm daraufhin über diese Distanz an den Olympischen Spielen in Tokio teil und gelangte dort bis in den Halbfinal, in dem er mit 20,44 s ausschied.
2022 schied er bei den Weltmeisterschaften in Eugene mit 20,71 s in der ersten Runde über 200 Meter aus, und anschliessend schied er bei den Europameisterschaften in München mit 20,82 s im Halbfinal aus und belegte mit der 4-mal-100-Meter-Staffel in 38,36 s den sechsten Platz. Im Jahr darauf siegte er in 20,38 s beim CITIUS Meeting in Bern und schied bei den Weltmeisterschaften in Budapest mit 20,67 s im Semifinal aus. Bei den World Athletics Relays 2024 in Nassau wurde er in 38,65 s Dritter im A-Lauf in der 2. Qualifikationsrunde über 4-mal 100 Meter für die Olympischen Spiele und verpasste damit eine Direktqualifikation. Im Juni gewann er bei den Europameisterschaften in Rom in 20,47 s die Bronzemedaille hinter seinem Landsmann Timothé Mumenthaler und Filippo Tortu aus Italien. Zudem schied er über 100 Meter mit 10,32 s im Halbfinale aus und belegte im Staffelbewerb in 38,68 s den fünften Platz. Im August schied er bei den Olympischen Sommerspielen in Paris in der ersten Runde über 200 Meter aus.
2025 erreichte er bei den Halleneuropameisterschaften in Apeldoorn das Semifinal über 60 Meter und schied dort mit 6,70 s aus.
In den Jahren 2020 und von 2022 bis 2024 wurde Reais Schweizer Meister im 200-Meter-Lauf im Freien sowie von 2018 bis 2021 auch in der Halle. Zudem wurde er 2023 Landesmeister im 100-Meter-Lauf und 2025 Hallenmeister über 60 Meter.

## Persönliche Bestleistungen
- 100 Meter: 10,20 s (+0,6 m/s), 4. September 2021 in Nottwil
  - 60 Meter (Halle): 6,62 s, 22. Februar 2025 in St. Gallen
- 200 Meter: 20,24 s (+0,2 m/s), 12. September 2020 in Basel
  - 200 Meter (Halle): 20,97 s, 21. Februar 2021 in Magglingen (Schweizer Rekord)